# Provincia di Hohenzollern
La provincia di Hohenzollern fu una provincia dello stato della Prussia dal 1850 al 1946.

## Storia
La provincia di Hohenzollern venne creata nel 1850 unendo i principati di Hohenzollern-Sigmaringen e Hohenzollern-Hechingen, entrambi appartenenti alla linea cattolica degli Hohenzollern. Questi stati passarono alla Prussia, che ne mantenne tutte le istituzioni interne ad eccezione del governo che passò a quello centrale di Berlino.
La provincia di Hohenzollern consisteva di un solo distretto, il Regierungsbezirk Sigmaringen che comprendeva circa 74.000 abitanti e la cui capitale era stata posta a Sigmaringen.
Nel 1946 l'amministrazione militare francese della Germania incluse questa regione nello stato di Württemberg-Hohenzollern e tale rimase sino al 1952 quando questo stato andò a formare l'attuale stato federale di Baden-Württemberg.